# Pseudobacteriovorax
Genre
Pseudobacteriovorax est un genre de bactéries à Gram négatif capables de prédation des autres bactéries à gram négatif. Elles font partie de l'ordre des Oligoflexales de la classe des Oligoflexia dans le phylum des Pseudomonadota.

## Description
Le genre Pseudobacteriovorax a été décrit dans la même publication que le nouvelle espèce Pseudobacteriovorax antillogorgiicola aussi sa propre description repose essentiellement sur celle-ci. Ce sont des bactéries à gram négatif, aérobies obligatoires qui nécessitent la présence NaCl pour leur croissance.

## Taxonomie
Le nom correct complet (avec auteur) de ce taxon est Pseudobacteriovorax McCauley et al. 2015.
Ce genre est créé en 2015 par Erin P. McCauley (d), Brad Haltli (d) et Russell G. Kerr (d), tous du collège vétérinaire de l'Atlantique (Charlottetown, Canada).
L'espèce type est : Pseudobacteriovorax antillogorgiicola McCauley et al., 2015.

### Étymologie
L'étymologie de ce genre est la suivante : Pseu.do.bac.te.ri.o.vo’rax. Gr. masc./fem. adj. pseudês, faux; N.L. masc. n. Bacteriovorax, le nom d'un genre de bactérie; N.L. masc. n. Pseudobacteriovorax, faux Bacteriovorax. Le nom de ce genre est ensuite publié dans la liste des notifications de l'IJSEM.

### Liste des genres
Selon LPSN (14 juin 2023), ce genre n'a actuellement qu'une seule espèce:
- Pseudobacteriovorax antillogorgiicola McCauley et al., 2015

## Publication originale
- (en) Erin P. McCauley, Brad Haltli et Russell G. Kerr, « Description of Pseudobacteriovorax antillogorgiicola gen. nov., sp. nov., a bacterium isolated from the gorgonian octocoral Antillogorgia elisabethae, belonging to the family Pseudobacteriovoracaceae fam. nov., within the order Bdellovibrionales », International Journal of Systematic and Evolutionary Microbiology, Society for General Microbiology (d), vol. 65, no 2,‎ 1er février 2015, p. 522-530 (ISSN 1466-5026, OCLC 807119723, PMID 25389148, DOI 10.1099/ijs.0.066266-0).